# Фаунтін-Гіллс
Фаунтін-Гіллс (англ. Fountain Hills) — місто (англ. town) в США, в окрузі Марікопа штату Аризона. Населення — 23 820 осіб (2020).

## Географія
Фаунтін-Гіллс розташований за координатами 33°36′24″ пн. ш. 111°44′13″ зх. д. / 33.60667° пн. ш. 111.73694° зх. д. (33.606701, -111.737015). За даними Бюро перепису населення США в 2010 році місто мало площу 52,88 км², з яких 52,66 км² — суходіл та 0,23 км² — водойми.

## Демографія
Згідно з переписом 2010 року, у місті мешкало 22 489 осіб у 10 339 домогосподарствах у складі 7121 родини. Густота населення становила 425 осіб/км². Було 13167 помешкань (249/км²).
Расовий склад населення:
| - 94,1 % — білих - 1,8 % — азіатів - 1,0 % — чорних або афроамериканців - 0,6 % — корінних американців - 0,1 % — вихідців з тихоокеанських островів - 1,1 % — осіб інших рас |

До двох чи більше рас належало 1,4 %. Частка іспаномовних становила 4,1 % від усіх жителів.
За віковим діапазоном населення розподілялося таким чином: 14,4 % — особи молодші 18 років, 57,8 % — особи у віці 18—64 років, 27,8 % — особи у віці 65 років та старші. Медіана віку мешканця становила 53,9 року. На 100 осіб жіночої статі у місті припадало 91,4 чоловіків; на 100 жінок у віці від 18 років та старших — 88,8 чоловіків також старших 18 років.
Середній дохід на одне домашнє господарство становив 101 456 доларів США (медіана — 73 272), а середній дохід на одну сім'ю — 114 893 долари (медіана — 87 310). Медіана доходів становила 73 060 доларів для чоловіків та 49 563 долари для жінок. За межею бідності перебувало 5,8 % осіб, у тому числі 7,6 % дітей у віці до 18 років та 3,4 % осіб у віці 65 років та старших.
Цивільне працевлаштоване населення становило 10 542 особи. Основні галузі зайнятості: освіта, охорона здоров'я та соціальна допомога — 22,3 %, фінанси, страхування та нерухомість — 13,3 %, науковці, спеціалісти, менеджери — 12,3 %, роздрібна торгівля — 12,2 %.

## Галерея

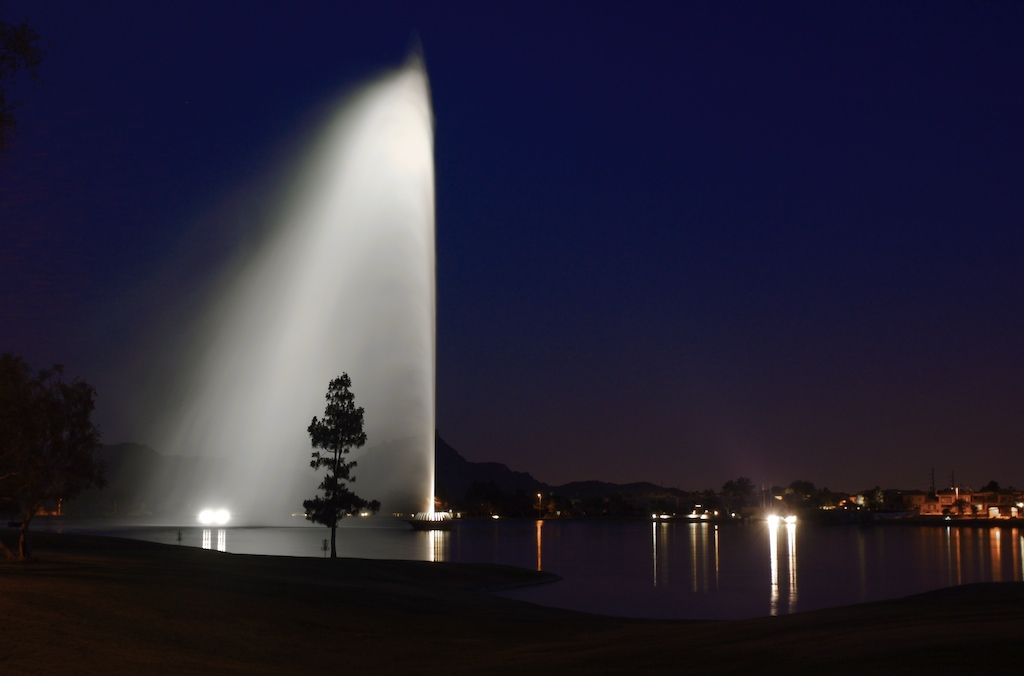
Фонтан Фаунтін-Гіллса вночі
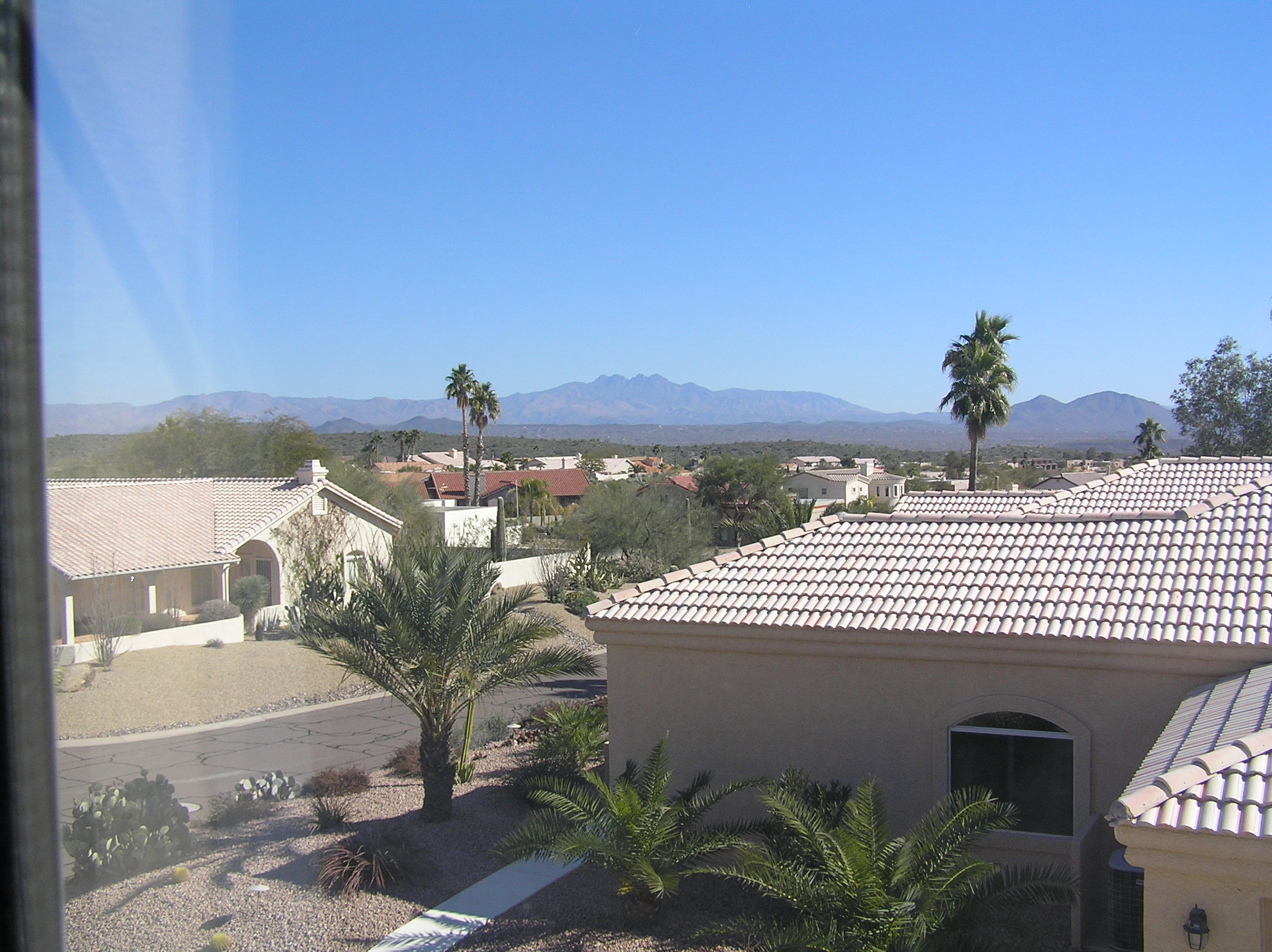